# Флудрокортизон
Fludrocortisone (также называемый 9α-fluorocortisol или 9α-fluorohydrocortisone) - синтетический кортикостероид с умеренным глюкокортикоидным потенциалом и значительно больше минералокортикоидным потенциалом. Терапевтически используется для повышения минералокортикоидной активности, а не для глюкокортикоидной активности.
Бренд в ЕС, США и Канада Florinef. Также известен как Cortineff, Astonin и Зифлукорт. Он входит в Всемирный перечень основных лекарственных средств, перечень важнейших лекарств, необходимых в системе здравоохранения.